# Valdecañas de Cerrato

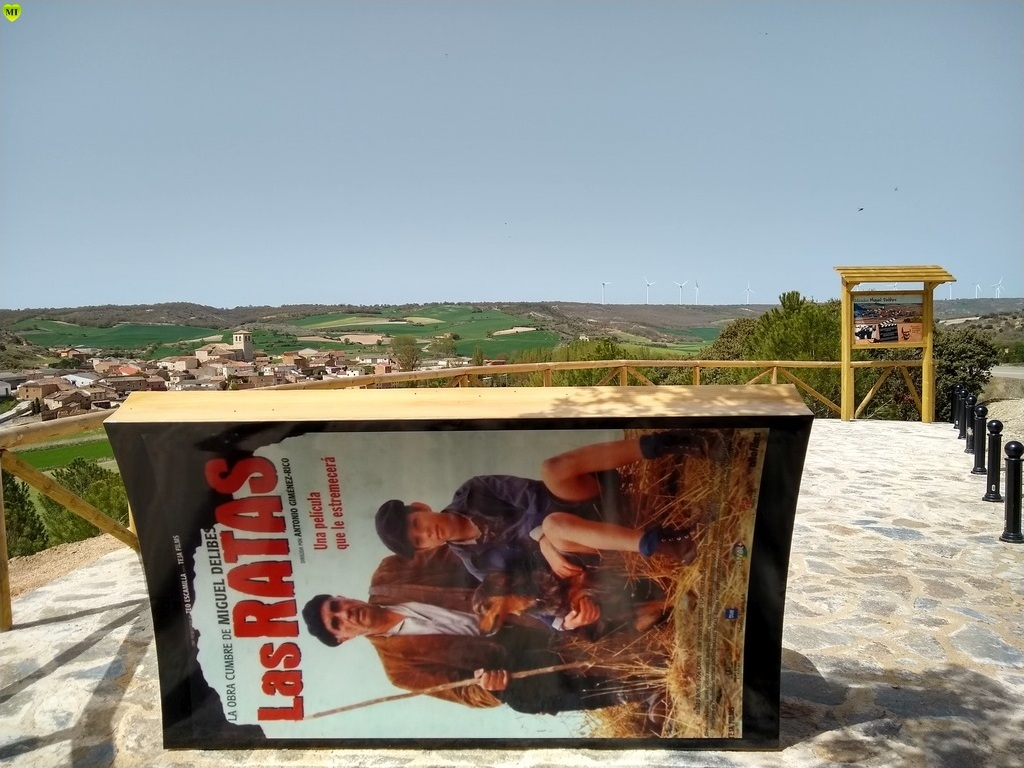
Mirador de Miguel Delibes

Valdecañas de Cerrato es una localidad y también una pedanía del municipio de Baltanás, del que dista 9 km. Está situada en la comarca del Cerrato (Palencia), en la comunidad autónoma de Castilla y León (España), y pertenece al partido judicial de Palencia.

## Geografía

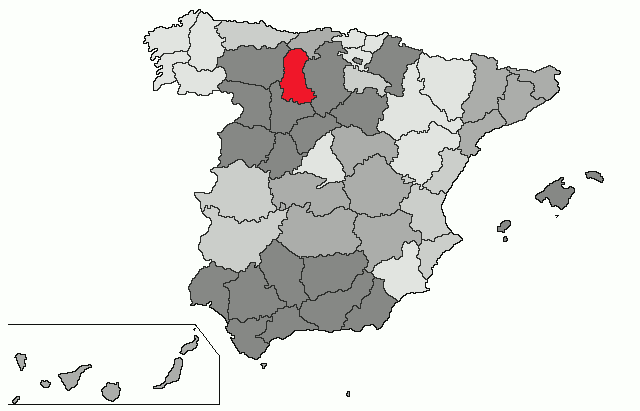
Provincia de Palencia.

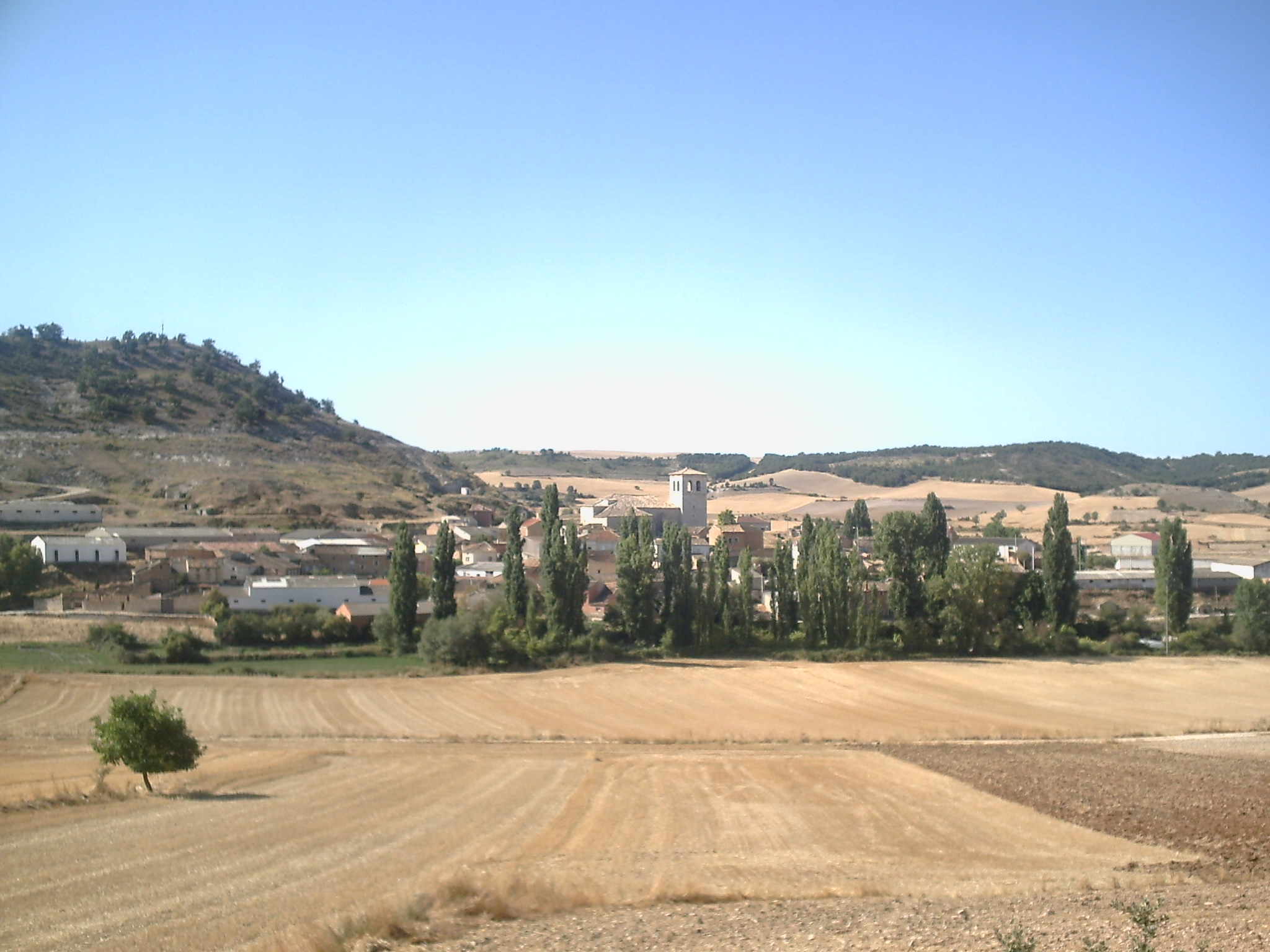
Panorámica desde la carretera de Tabanera.

Su geografía está salpicada de cerros rodeados de páramos; la población se levanta al pie del pico Piyayo o pico del Roble, llamado también «cerro del Carrascal», en un valle por el que discurren los arroyos el Castillo, el Pozo, el Valle y el Pozuelo, que se unen en el cementerio y abastecen de agua a los manantiales de Cañocaliente, Aguanal, Matilla, Águila, Mojapán, Piedra, Burros y Carropalenzuela que se dirigen hacia el río Pisuerga, los cuales desaparecen antes de llegar a su desembocadura.
Se encuentra a una distancia de 14 km de la  A-62 , a 37 km de Palencia, a 53 km de Burgos y a 68 km de Valladolid. Limita al norte con Tabanera de Cerrato, Villahán, Palenzuela, Herrera de Valdecañas y Quintana del Puente; al sur con Baltanás, Cevico Navero, Cevico de la Torre, Villaviudas y Villaconancio; al este con Antigüedad, Cobos de Cerrato y Espinosa de Cerrato; y al oeste con Torquemada, Hornillos de Cerrato, Magaz de Pisuerga, Baños de Cerrato, Hontoria de Cerrato y Dueñas. Ya que está dentro del término municipal de Baltanás y no posee término municipal propio.
Su clima es continental, con inviernos fríos y secos. Los veranos son cálidos. Las primaveras y otoños, son cortos y placenteros.

## Historia

### Edad Media

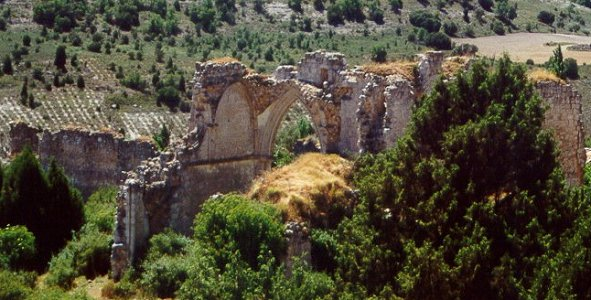
Ruinas del monasterio de San Pelayo de Cerrato, en Cevico Navero.

La localidad fue repoblada probablemente cuando los Condes de Castilla trataron de defender el territorio de el Cerrato; repoblación fue llevada a cabo por los ejércitos cristianos en el último tercio del siglo IX, quienes la fortificaron con un recinto murado para preservarla de las incursiones de los agarenos. De este periodo se conserva una necrópolis en los alrededores de la ermita de la Virgen del Campo. En el año 999 se creó el Alfoz de Palenzuela, al que perteneció la localidad. En 1070 doña Domenga donó al monasterio de San Pedro de Cardeña diversas heredades en término de Bal de Kannas, y en 1074 aparecen citadas heredades en la carta de dote del Cid, de las que vendió parte en 1113 su mujer, Jimena Díaz al cabildo de la catedral de Burgos. El documento dice:

Es de mi agrado venderos aquella mi heredad de Valdecañas. Está aquella heredad integrada por el Monasterio de San Pelayo Mártir, con sus casas y solares, con tierras y viñas y molinos y prados y todo lo que a él pertenece, en el precio de 500 sueldos de plata.

En el siglo XI, Fernando I de León y Castilla agregó varios monasterios al de San Pedro de Arlanza, entre los que se encontraba el de San Facundo y San Martín, ubicado en la localidad. En 1352 aparece nombrada como Valdecañas de Suso y formaba parte, junto con el despoblado de Villavaya, conocido entonces como Valdecañas la Vieja, de la Merindad de El Cerrato, compartiendo sus martiniegas con Palenzuela, que pertenecían a Gonzalo de Sandoval, noble que fue armado caballero en Burgos por Alfonso XI de Castilla, con quien luchó en la conquista de Algeciras en 1344, aunque el señorío natural de ambos lugares pertenecía a la Casa de Lara.

### Edad Moderna

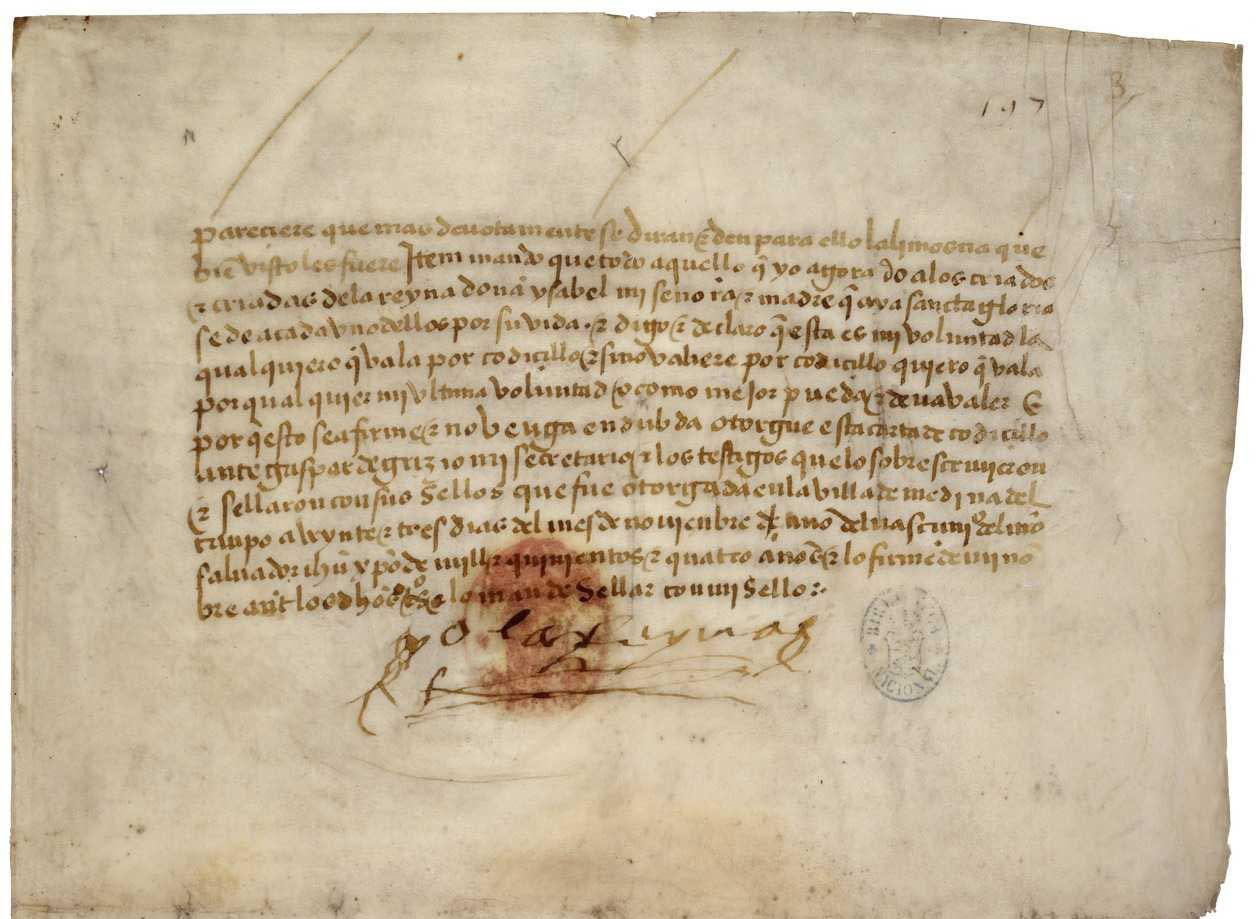
Testamento de Isabel la Católica.

Durante el reinado de los Reyes Católicos seguía perteneciendo al Cerrato; así, en 1475, la reina Isabel expidió una real cédula imponiendo a los integrantes de la merindad una contribución, para el caso de la localidad fueron 4.329 maravedíes. En 1484, Bernardino Pérez de Sarmiento, primer conde de Ribadavia, y adelantado de Galicia, poseedor de la villa de Hornillos de Cerrato, arrendó el término de Valdecañas a Alfonso Enríquez, almirante de Castilla, y en 1488 tributaba a María de Castañeda. A principios del siglo XVI la localidad figuraba entre los bienes aportados por Teresa Sarmiento, hija del conde de Santa Marta como parte de la dote para su matrimonio con Pedro Acuña «el Viejo», segundo señor de Villaviudas.
En 1516 la iglesia parroquial y la ermita de la Virgen del Campo pertenecían al arciprestazgo de Palenzuela, y así figuran en el apeo de los señoríos pertenecientes a los prelados burgaleses que se realizó ese año por orden del obispo de Burgos, Juan Rodríguez de Fonseca. Durante esta época, la familia Enríquez recibía los tercios de la villa de Palenzuela y de su tierra, en la Mesa de Valdecañas, y el término de Valdecañuelas lo sembraban los vecinos de Torquemada, Hornillos de Cerrato y Valdecañas.
En 1675 pertenecía al señorío del almirante de Castilla, y disponía de cinco edificios religiosos: la iglesia de San Nicolás de Bari, y las ermitas de la Virgen del Campo, de San Lorenzo, de Santa Ana y de la Magdalena. Contaba con una población de cincuenta vecinos, y además poseía un hospital con dos camas, sufragado por el concejo. En 1702 las ermitas de la Magdalena y de Santa María de Cañuelas se encontraban en ruinas, y la población de la localidad había disminuido hasta treinta y seis vecinos.
En 1752 se denominaba Baldecanas de Arriva y pertenecía al señorío de Palenzuela en la provincia de Valladolid. Su población había ascendido a sesenta y seis vecinos, dispuestos en ochenta y seis casas habitables y tres en ruinas, el término municipal comprendía 2500 obradas y los ingresos anuales ascendían a 509 reales. Existía también un molino harinero y 28 colmenas. En 1783 debido a una gran epidemia producida por el estancamiento de los arroyos tras una inundación, diezmó la población a treinta vecinos, de los ciento diez con los que contaba; el arzobispo de Burgos intervino para remediar la situación. Finalmente, en 1785 era denominada Val de Cañas, y seguía perteneciendo al mismo señorío; por esta razón, en la relación del Nomenclátor no figura en el partido de Cerrato.

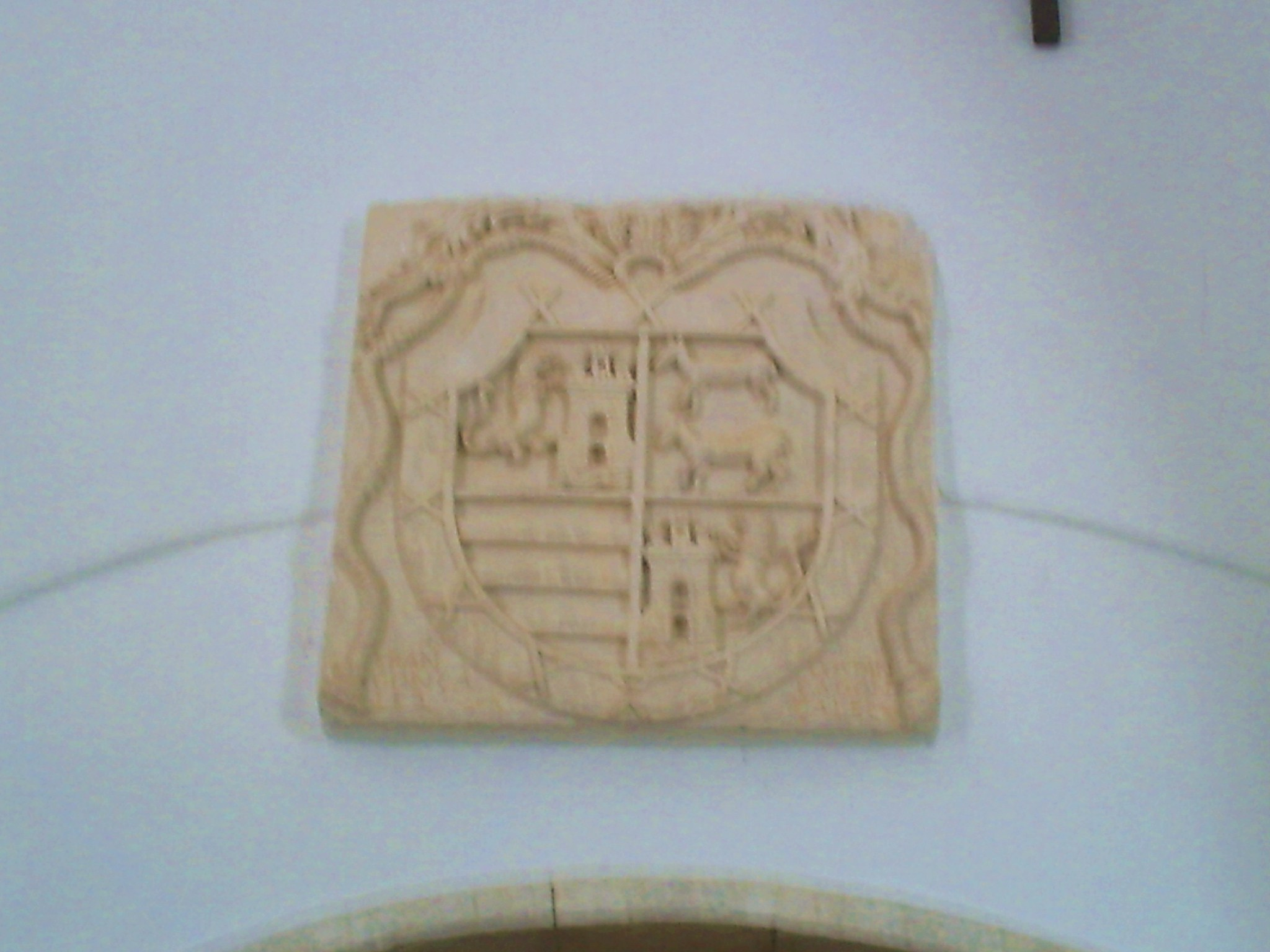
Escudo de la familia Tevar en la ermita de la Virgen del Campo.

#### Obra Pía de Tevar
En 1660, Tomás González Tevar, natural de la localidad, canónigo racionero de la catedral de Córdoba y comisario de la Inquisición, fundó esta institución benéfica, dotándola con rentas en Tabanera de Cerrato, Villahán, Dueñas, y Valdecañas de Cerrato. Fue destinada a misas, dotes para huérfanos, el pago de un maestro de escuela y ayuda para estudios universitarios, teniendo preferencia su propia familia.
Fue fundada con una renta total de 105.261 maravedís anuales, y en 1940 quedó reducida a 2.465 pesetas. En 1982 pasó a depender de la Dirección Provincial de Trabajo de Palencia, y en la actualidad sus fines están reducidos a la celebración de actos religiosos.

### Edad Contemporánea
Durante la Guerra de la Independencia sus parajes sirvieron de refugio a los guerrilleros castellanos. Desde los cerros de la localidad, el comandante-guerrillero Juan Puertas atacó las guarniciones francesas ubicadas en Torquemada y Quintana del Puente. durante 1808 hasta 1812, en que acabó herido en el puente de Reinoso de Cerrato; la población abasteció y auxilió a su grupo durante las maniobras.
En 1828 es denominada Val de Cañas, y en el ámbito administrativo pertenecía al partido de Tierra de Campos, mientras que en el eclesiástico seguía formando parte del arzobispado de Burgos. En 1842, Pascual Madoz en su diccionario advierte que cuenta con cuarenta y tres vecinos, y en 1849 ya formaba parte del partido judicial de Baltanás.
A la caída del Antiguo Régimen la localidad se constituye en municipio constitucional en el partido de Baltanás , conocido entonces como Val de Cañas y que en el censo de 1842 contaba con 45 hogares y 234 vecinos.
En 1955 dejó de pertenecer de forma eclesiástica a la Archidiócesis de Burgos, y pasó a formar parte de la de Palencia. 
Valdecañas de Cerrato fue municipio independiente hasta 1974. En aquel año se decretó su anexión al municipio vecino de Baltanás.

## Etimología
| Siglo       | Nombre                |
| ----------- | --------------------- |
| siglo XI    | Valle Kannas          |
| siglo XI    | Bal de Kannas         |
| siglo XI    | Valdecannas           |
| siglo XIV   | Valdecañas de Suso    |
| siglo XV    | Valdecañas de Suso    |
| siglo XVIII | Baldecañas de Arriva  |
| siglo XIX   | Val de Cañas          |
| siglo XIX   | Valdecañas            |
| siglo XX    | Valdecañas de Cerrato |

Es nombrado por primera vez como Valle Kannas, y el significado de su nombre procede de los vocablos val (valle) y caña (junco), por lo que su nombre significa valle de cañas. A lo largo de su historia fue denominado Baldecañas de Arriva, haciendo referencia a su posición en lo alto de un cerro. Su nombre actual se debe a la pertenencia a la comarca de El Cerrato, cuya etimología procede de territorio ondulado y coronado por cerros.

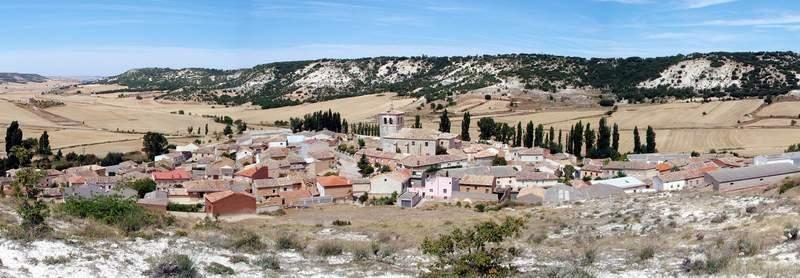
Vista panorámica desde el "Pico del Roble".

## Geografía humana

### Demografía
| Gráfica de evolución demográfica de Valdecañas de Cerrato entre 1842 y 1970 |
| |
| Población de derecho según los censos de población del INE Población de hecho según los censos de población del INEEn este censo se denominaba Val de Cañas: 1842 En estos censos se denominaba Valdecañas: 1857, 1860, 1877, 1887, 1897, 1900 y 1910 Entre el censo de 1981 y el anterior, este municipio desaparece porque se integra en el municipio 34022 (Baltanás) |

Evolución de la población en el siglo XXI
| Gráfica de evolución demográfica de Valdecañas de Cerrato entre 2000 y 2020 |
|                                                                             |
| Población de derecho (2000-2020) según el padrón municipal del INE          |

## Patrimonio histórico

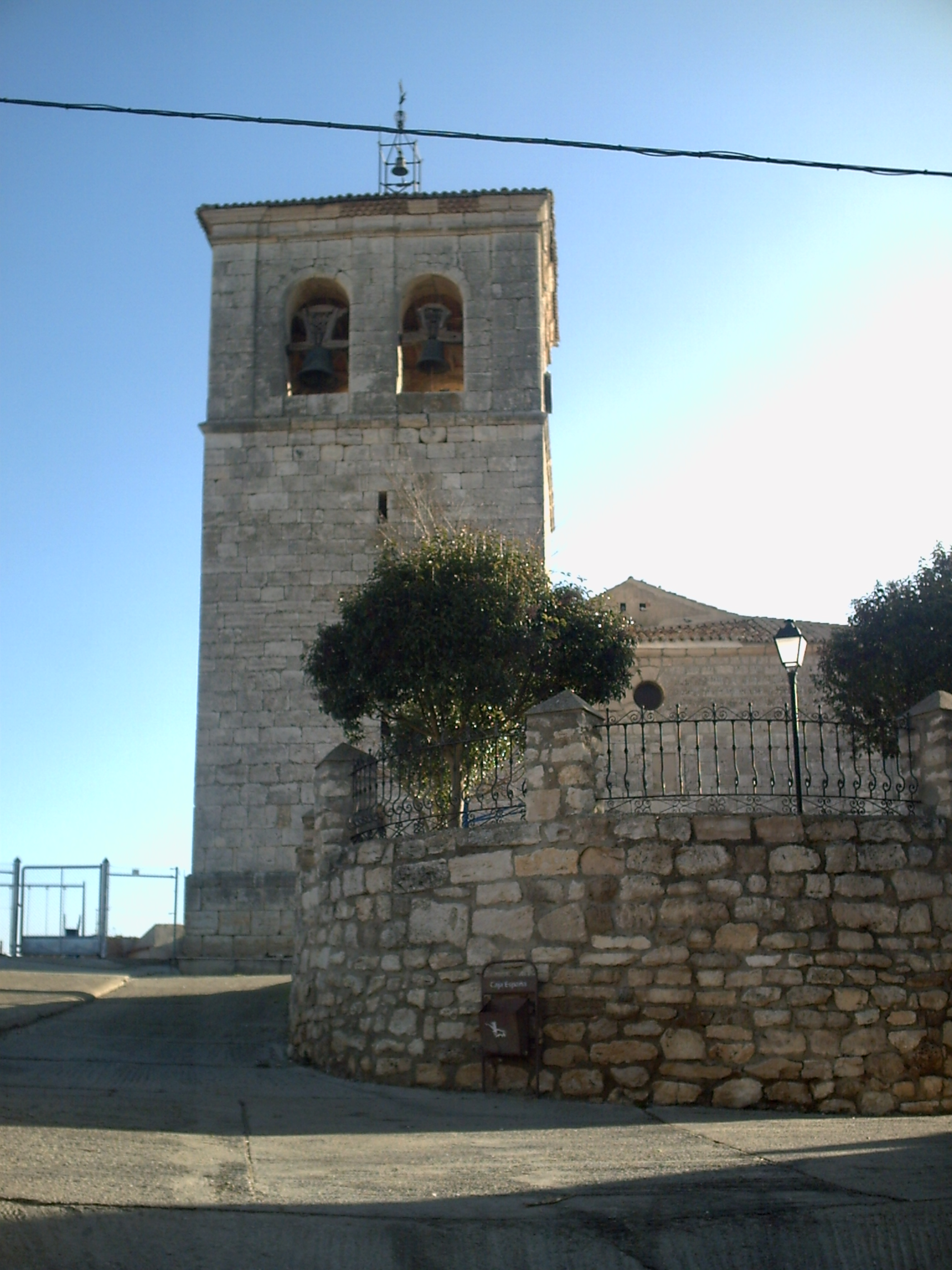
Iglesia de San Nicolás de Bari.

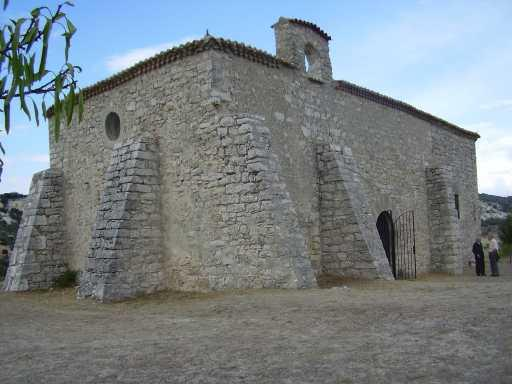
Ermita de la Virgen del Campo.

### Iglesia de San Nicolás de Bari
Ubicada en lo más alto del núcleo urbano, la iglesia parroquial está dedicada a San Nicolás de Bari, y posiblemente sustituya a una románica. Se trata de una edificación de estilo barroco, fechada en el siglo XVI, compuesta de tres naves, en la que destaca su torre cuadrangular construida en sillería. Ha sufrido diversas modificaciones, siendo una de las más importantes la que se llevó a cabo en 1780.
Junto a ella se localiza una necrópolis medieval, y hasta mediados del siglo XX conservaba una tabla flamenca con la “Adoración de los Reyes”. En el año 2008 se llevó a cabo una rehabilitación integral del edificio, en el que destacan el retablo mayor y dos colaterales. Una capilla lateral alberga la Virgen del Campo, patrona de la localidad, que es trasladada el día de su fiesta en procesión hasta su ermita.
La iglesia albergó seis cofradías: la del Santísimo, la Vera Cruz, la de Ánimas, Nuestra Señora del Rosario, la de la Virgen del Campo y la de San Nicolás de Bari, patrón de la localidad.

### Ermita de la Virgen del Campo
Situada a las afueras de la localidad, distante unos 500 metros al sur, está dedicada a la Virgen del Campo. Fue construida en el siglo XVII, y en ella destaca un retablo barroco presidido por una imagen mariana de estilo gótico del siglo XIII.
También alberga en su interior un escudo de piedra que corona la entrada de una pequeña capilla, perteneciente a la familia Tevar, impulsora de una obra pía en la localidad. Dentro de la capilla se localizaba un Cristo yacente, un retablo dedicado a la Inmaculada Concepción, hoy la imagen ha sido restaurada y en la actualidad está expuesta en la iglesia de San Nicolás de Bari de la localidad. 
Rodea la ermita una necrópolis fechada en la época de la repoblación, donde fueron hallados enterramientos del siglo XI.

### Casas fuertes
A la entrada de la localidad se encuentra un edificio de corte religioso, que fue en su tiempo casa parroquial, destinada al sacerdote. En la actualidad es de propiedad privada, y alberga en su fachada un escudo de la Virgen del Carmen fechado en 1738, acompañado de dos esculturas, de San Antonio y Santa Bárbara, ubicadas en el frontis. En una de las esquinas conserva un reloj solar, y en su interior un artesonado del siglo XVII.[cita requerida]
Otra construcción eclesiástica es la denominada Casa del Cordón, como lo demuestra el cordón de San Francisco y los escudos que alberga en su fachada, de estilo plateresco, que recuerdan el paso de la orden por la localidad. En la actualidad sigue perteneciendo a la Iglesia católica y tanto su exterior como su interior se encuentran castigados por el paso del tiempo. También existe un edificio blasonado, de carácter civil, actualmente de propiedad privada, construido en sillería, con escudo heráldico en la fachada y con ventanas en arco. Se cree que la construcción consistió en un edificio de importante utilidad, posiblemente hospital o centro de asistencia.[cita requerida]
|  |  |  |

### Arquitectura popular
La arquitectura popular del municipio destaca por tratarse de edificaciones de una o dos plantas con desván, distribuidas de manera típica castellana. En sus fachadas predomina el adobe y la piedra calcárea de tonalidad blanquecina, propia de la zona. Respecto a la cantería, se registran noticias de la influencia de canteros de la Merindad de Trasmiera (Cantabria), que trabajaron tanto en rehabilitaciones religiosas como en construcciones civiles.
Dentro de este tipo de construcciones también destacan las bodegas construidas en el subsuelo, que denotan la actividad vinícola de la zona. Se sitúan principalmente en la ladera del monte Piyayo, aunque también pueden encontrarse en torno al atrio de la iglesia y otras zonas urbanas. Tampoco se pueden olvidar las tradicionales cabañas de pastor, pues son una de las construcciones más características de la arquitectura cerrateña. Se trata de construcciones circulares realizadas en piedra sin ningún tipo de argamasa, cuya puerta orientada climatológicamente hacia el sur, daban cobijo y refugio a los pastores.
|  |  |  |  |  |

### El Castillo

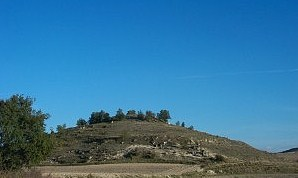
Zona alta del valle, donde se localizan las ruinas del castillo.

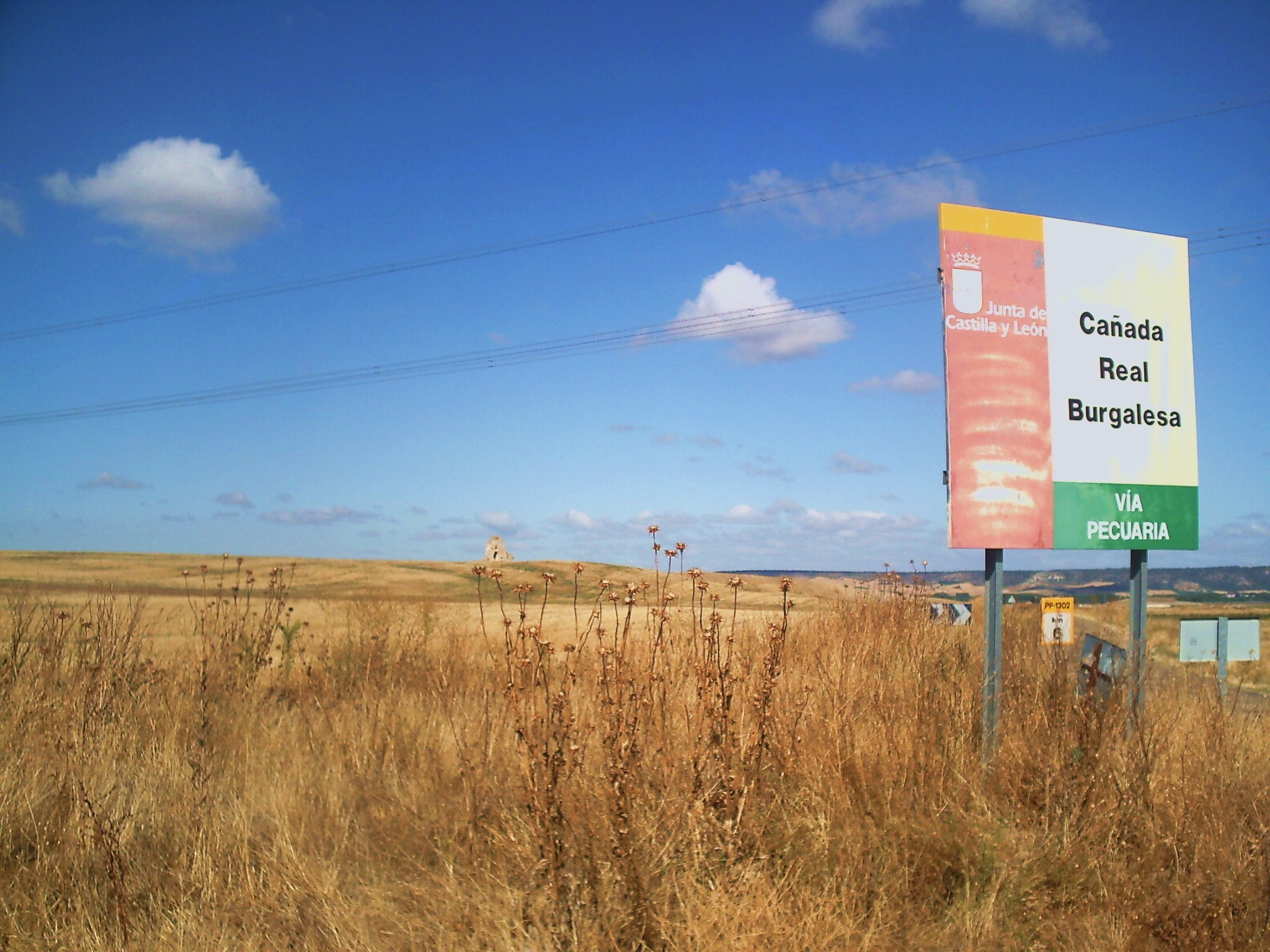
Cañada Real a su paso por la localidad.

En las cercanías del pueblo, a unos 4 km hacia el Norte, en el valle, sobre un cerro aislado, se hallan los restos de una fortificación conocida como El Castillo, al que rodean los arroyos de Ontanilla y el Castillo. Sus ruinas ocupan una superficie irregular, de 90 y 27 m de largo y ancho. Le rodea una muralla de piedra sin tallar, con un espesor de 1,8 m y una altura máxima de 1,2 m. En su interior se aprecian restos de una torre situada en la zona más ancha, de la que se conservan 2,50 m de altura. La cantidad de piedras desprendidas hace difícil calcular la longitud de los lados, que se pueden estimar entre 7 y 9 m.
En sus cercanías se emplazaba Villovayo, que se despobló en 1516, y la ermita de Santa Ana. En el paraje conocido como Roblecinto, existen también restos de una fortificación similar. Las piedras de sillería que conformaban éstas fortalezas, han terminado sirviendo para la construcción de otros tipos de edificaciones, dejando los muros de las mismas descarnados y expuestos a la incesante acción destructiva, meteorológica y erosiva.
Entre Valdecañas y Villahán se encuentra el despoblado de Sata Ana. Al oeste de la localidad de Valdecañas, el de Nuestra Señora del Camino.

### La Cañada Real Burgalesa
Es digno de mención, que la Cañada Real Burgalesa-Soriana Occidental, de 700 km -con salida en Soria- cruza cerca de Valdecañas de Cerrato, procedente desde Tabanera y continúa hacia el Sur hasta Hornillos de Cerrato. Esta era una importante vía pecuaria para la trashumancia del ganado lanar y que pudiera desplazarse por toda la Península. En los alrededores se hallan varios edificios en ruinas. El despoblado se denomina Valdecañuelas. En él se conserva la fachada de un edificio religioso. La oveja que más abundaba en esta zona valdecañesa era la de la clase churra. La lana se llevaba a embarcar a los puertos de Cantabria y Vizcaya.

## Cultura

### Fiestas

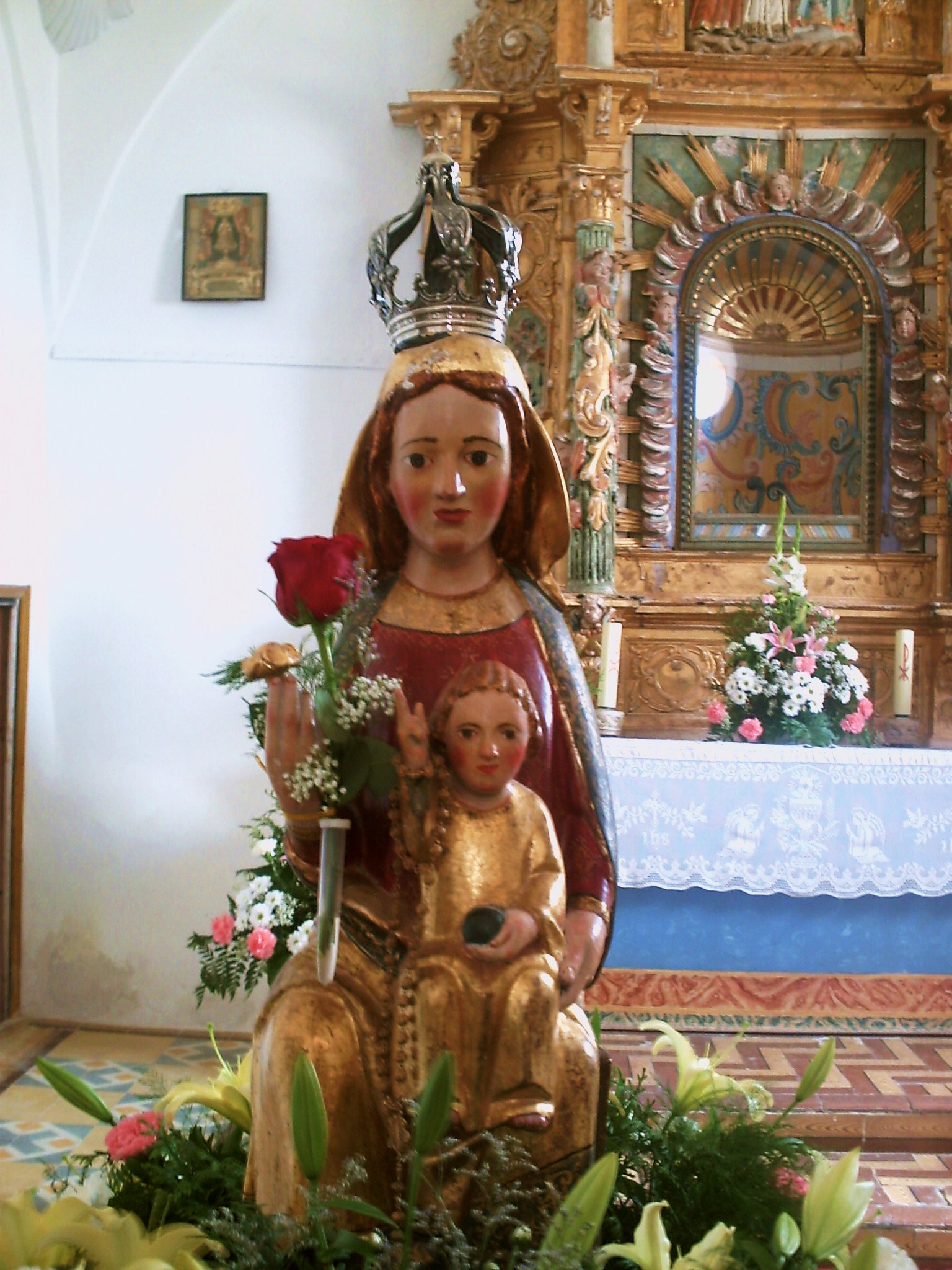
La Virgen del Campo, patrona de Valdecañas de Cerrato en su ermita.

En la localidad se celebran fiestas de carácter religioso, así como otras de tipo familiar. Las fiestas patronales se celebran en honor de la Virgen del Campo, el 12 de septiembre. Es tradición danzar, a la Virgen a la salida de la misa Mayor, al son de la dulzaina y el tambor. Se bailan jotas típicas, a veces bailadas hacia atrás, que las hace más difíciles. También se lanzan cohetes artificiales y últimamente a estas tradiciones se ha unido una popular caramelada.
La fiesta en honor del Santo Patrón, San Nicolás de Bari, es el 6 de diciembre.
Con el paso del tiempo, se han perdido algunas celebraciones como, la de la Cruz de Mayo (3 de mayo), los Carnavales y sobre todo la de San Juan (24 de junio), en la que los protagonistas eran los mozos y mozas, y duraba siete días.
La jota cerrateña, que se baila por parejas, y el baile corrido o de rueda, que se baila en corro y de forma colectiva, eran y son las dos grandes maneras del baile tradicional en Valdecañas. La dulzaina y el tambor eran los reyes de la fiesta. Desde Baltanás acudía una banda de músicos dulzaineros, muy famosos por aquella época, llamada Los Adrián, compuesta por Segundo Adrián y sus hijos, para amenizar las verbenas.
También se celebra la fiesta de San Isidro Labrador, el 15 de mayo, patrono de los labradores.

### Gastronomía

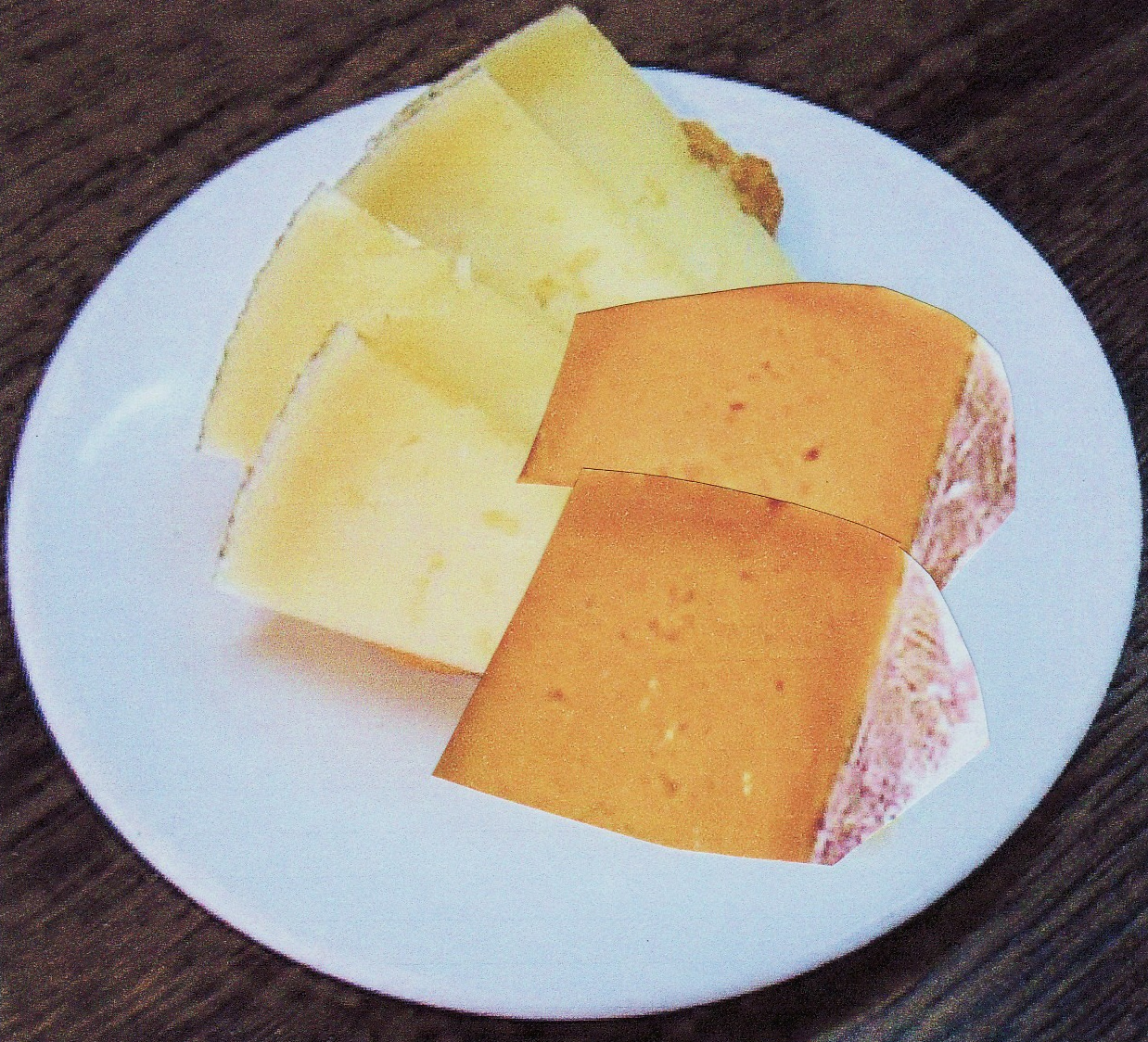
Los diferentes quesos del Cerrato.

La gastronomía de la localidad tiene similitudes con la palentina, e indudablemente con la castellano-leonesa, destacando por su situación geográfica el queso del Cerrato. Dentro de sus platos principales destacan las sopas de ajo, el lechazo castellano asado y las chuletillas de cordero elaboradas en la parrilla sobre manojos de sarmiento de los majuelos. En la época de las tradicionales matanzas, también es posible degustar las jijas, mondongo y otros productos típicos. Completan su gastronomía las perdices, pichones, liebres y conejos, guisados o en escabeche. Además, en temporada es posible encontrar caracoles de tierra, cangrejos y diversidad de hongos.
Respecto a la repostería, el dulce más significativo de la localidad son las rosquillas de palo, aunque también podemos encontrar leche frita, rosquillas ciegas, magdalenas, el pan de hogaza y las tortas, o las hojuelas, conocidas en la localidad como orejuelas. Además, se produce en pequeñas cantidades un vino autóctono denominado ojogallo del Cerrato, de un color entre tinto y clarete, además de un orujo destilado a partir de los hollejos de la uva de la zona.

### Léxico zonal
Durante el paso del tiempo, las clases populares de Valdecañas de Cerrato, y alrededores, han desarrollado su propia jerga local, en la cual, algunos de sus términos difieren en significado con sus semejantes en otras provincias. Decía del hablar de los cerrateños de esta zona, el profesor Pablo Cepeda Calzada:

He observado la manera despaciosa de hablar de estos hombres de Castilla, que habitan en los Valles del Cerrato y laboran rudamente en la vega y en el páramo, vapuleados por la inclemencia de las estaciones. Bajo el estado de su natural reserva, les brotan las palabras y les salen de dentro como sustancias, como si expelieran un pedazo de su personalidad en cada vocablo que pronuncian.
Son palabras «sustancia», en las que muy rara vez entra un adjetivo. Más que para componer combinaciones de frases, parece que están hechas para la digestión, que ya ha sido realizada por el que la pronuncia, y que se inicia en el que la recibe. Se rumian los vocablos, que valen como alimento, en forma análoga a como los israelitas se nutrían del «maná» casi etéreo que les caía de las alturas. Por eso son más hombres «de palabra» estos labriegos de la Vieja Castilla, que el burgués, que es más hombre «de frase».
Junto a esa parsimónia en el decir, que se escucha a sí mismo, surge acaso de improviso una gracia cáustica y atrevida, que anima el «cotarro». Borbota chispeante el requiebro, cargado de intención, de ironía, de sabiduría -procede de «saborear»-, por la que en los coloquiales parlamentos se «da la vuelta» al sentido de las palabras y se enhebran juegos de detalle y de mordacidad. Hay en ello un capricho y una zancadilla verbal, un medirse sutilmente cara a cara con el otro.

### Vida y costumbres

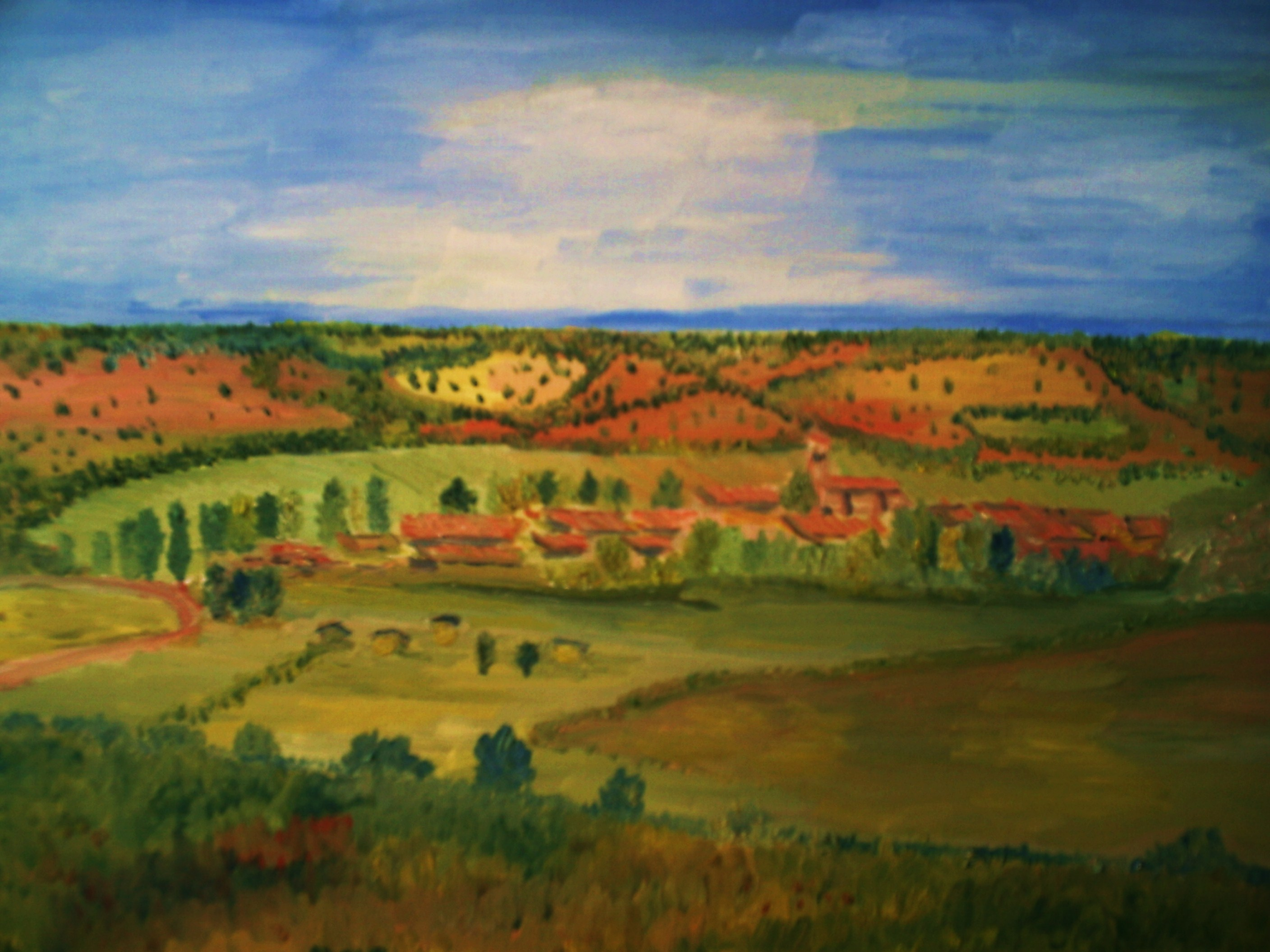
Panorámica desde la carretera de Baltanás, óleo por Germán López Bravo.

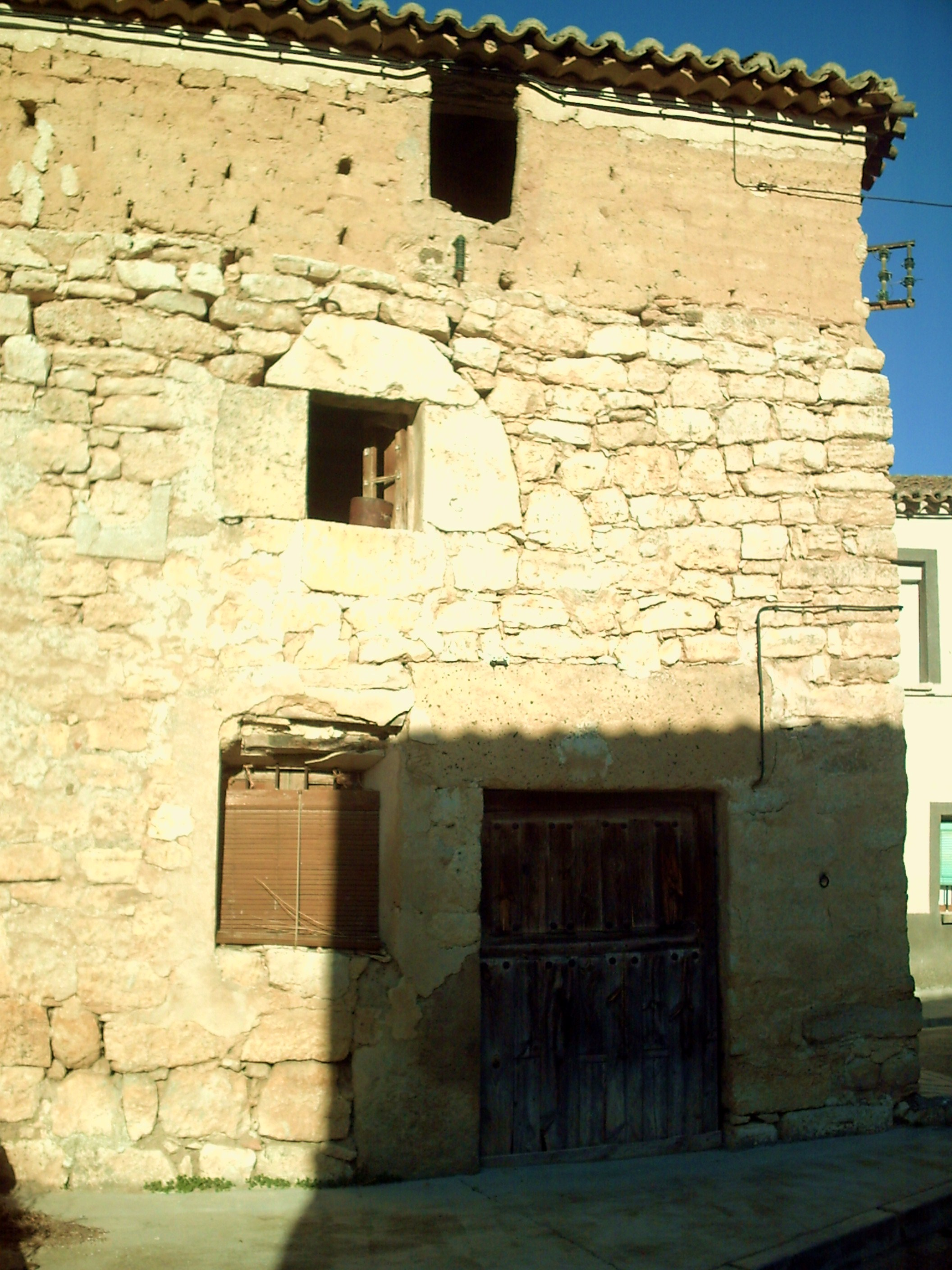
Casa de adobe.

El achicamiento del casco urbano viene compensado con el hecho de que cada vivienda aparte de tener corral y pajar, algunas cuentan con un huerto, sito en el valle del Castillo. La reducción del casco urbano ha acoplado al hombre con sus casas, sus bodegas y el huerto. Esa compenetración entre el medio urbano y el rural, es lo que sugiere la idea de lo patriarcal. Hay aspectos que lo avalan. Los enlaces de familias creando lazos de parentesco cercano y diversificaciones dentro o arrancando del mismo tronco, generalmente de la misma localidad. Pudiera apreciarse una endogamia marcada.

### Senderismo
Esta localidad permite a los aficionados al senderismo disponer de grandes caminos para realizar esta actividad. Estos caminos son amplios ya que por ellos circulan los agricultores.

## Economía

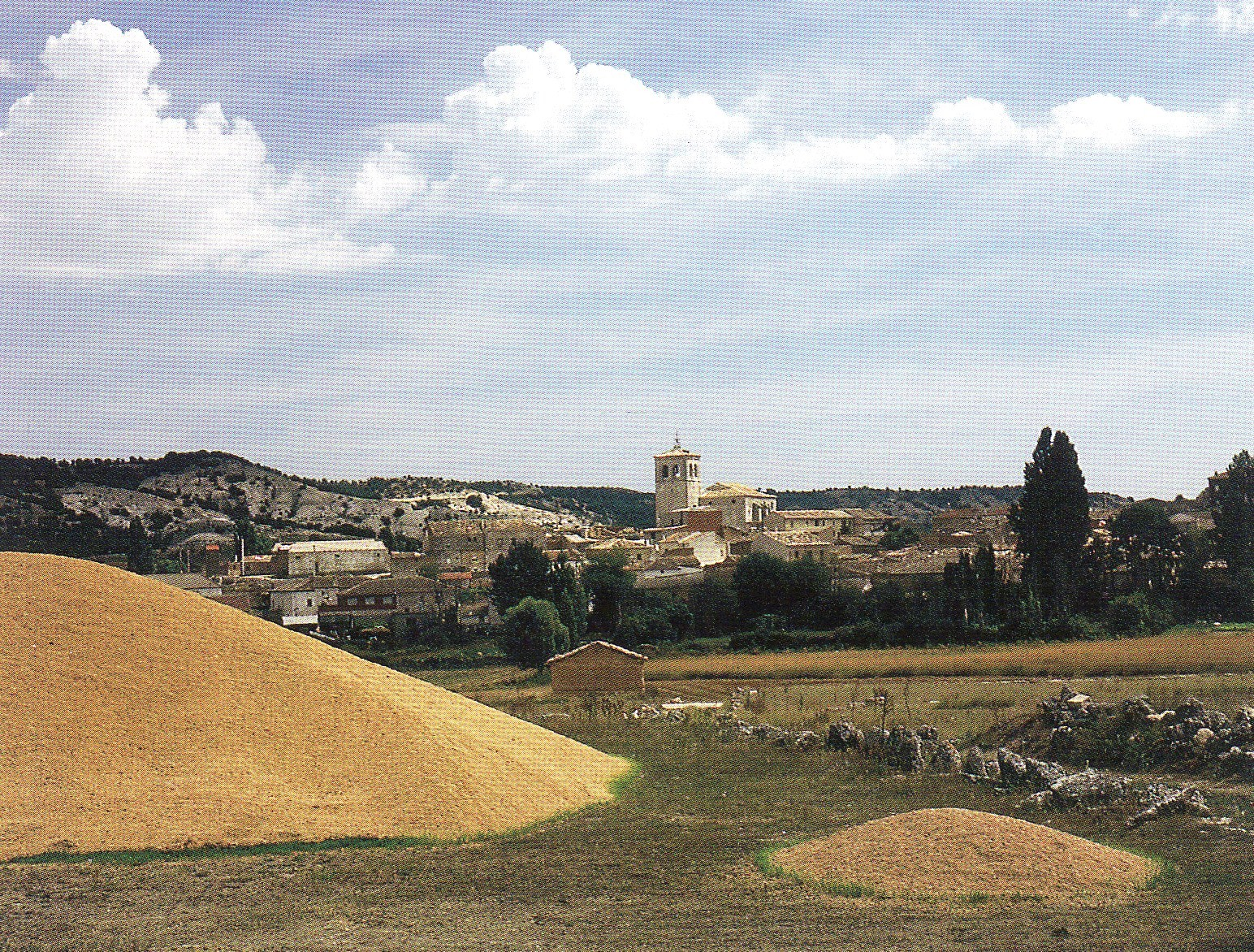
Parvas de trigo en la era.

Su economía se basa principalmente en la agricultura, predominando los cultivos de cereal y remolacha, y en menor medida, el de la vid. También tienen importancia económica en la localidad las explotaciones ganaderas de ganado ovino, de los que se obtiene el conocido queso del Cerrato, así como el vacuno, que se está implantando en la actualidad.
Dentro de los comercios que abastecen a la población, destaca un horno de utilidad variada, pues está dedicado tanto a la repostería y panadería como a la elaboración de asado de carnes. También podemos encontrar una cafetería que dispone de tienda de ultramarinos.